# 當代置業
當代置業（中國）有限公司，簡稱當代置業（中國），以及當代置業（英語：MODERN LAND (CHINA) CO., LIMITED，港交所：1107），於2000年由張雷（董事長及首席執行官）創立名為「北京當代房地產開發有限責任公司」。
業務在中國內地經營商用和住用房地產物業，主要品牌為「ΜΟΜΛ」。總部位於北京。
該股份在2013年7月12日於港交所主板上市。招股價為1.49港元，發行新股為4億股，集資額為7.8億港元。
當代置業公布，主席兼控股股東張雷，及總裁兼執行董事張鵬有意提供合共約8億元人民幣股東貸款，以支持集團，預期於未來兩至三個月內完成。
當代置業遭投資評級機構穆迪降評級。穆迪將該內房股家族企業評級，由「B2」降至「Caa2」，並將其高級無抵押評級由「B3」降至「Caa3」，又指出將上述評級列入進一步下調的觀察。
中國房地產開發商當代置業26日發布公告，因宏觀經濟環境、房地產行業環境以及疫情懂諸多因素，未能按時償還10月25日到期的2.5億美元債券。

## 連結
- mgreen.hk